# Hermann von der Hardt

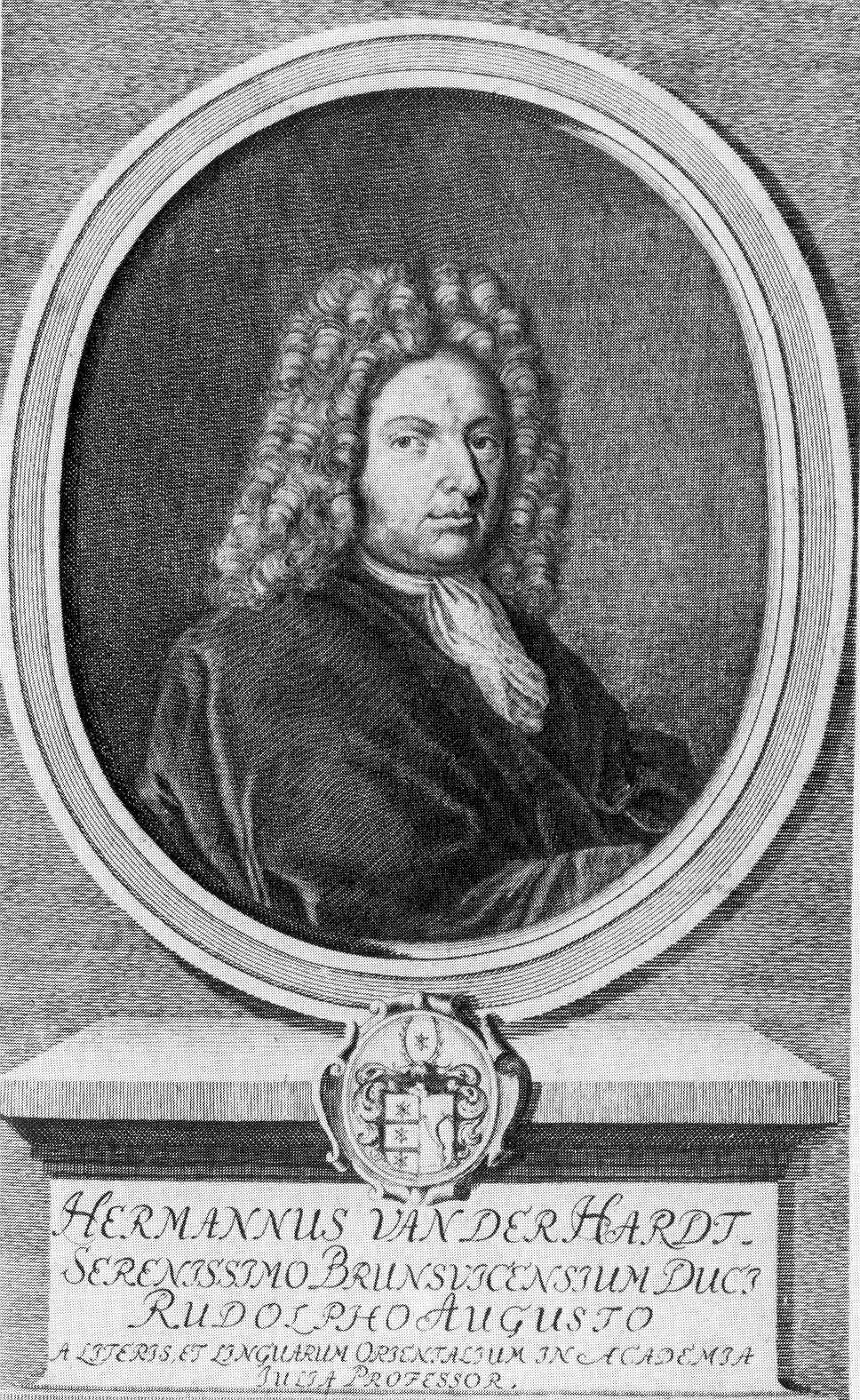
Hermann von der Hardt

Hermann von der Hardt (* 15. November 1660 in Melle; † 28. Februar 1746 in Helmstedt) war ein deutscher Historiker und Orientalist.

## Leben
Die Vorfahren von Hermann von der Hardt (Münzmeister, Goldschmiede, Kaufleute) stammten aus Geldern und wanderten aus Glaubensgründen nach Lübeck aus. Sein Vater war Hermann von der Hardt (1631– nach 1684 [wohl 1713]), Münzmeister in Münster und Osnabrück, Sohn des Richard (1587–1657), Goldschmiedemeister und Münz- u. Silberwardein in Lübeck, und der Petronella Kelbing. Seine Mutter war Anna Peckstein (1632–1700), Tochter des Stephan Peckstein aus Goslar, brandenburgischer Münzmeister in Minden, und der Margarethe König.
Von der Hardt studierte orientalische Sprachen zunächst an der Universität Jena und für ein Jahr bei dem Privatgelehrten Esdras Edzardus in Hamburg. 1683 erlangte er in Jena den Magistergrad und begann Privatvorlesungen zu halten. Nach drei Jahren ging er jedoch an die Universität Leipzig, wo er ebenfalls den Magistergrad erwarb. Hier schloss er Freundschaft mit August Hermann Francke und wurde wie dieser Mitglied im pietistischen Collegium philobiblicum. 1687 ging er für ein Jahr nach Dresden, um Philipp Jacob Spener zu hören, und anschließend gemeinsam mit Francke nach Lüneburg zu dem Superintendenten Caspar Hermann Sandhagen, einem bekannten Exegeten.
Dieser vermittelte ihn an den Hof von Rudolf August (Braunschweig-Wolfenbüttel), der von der Hardt 1688 zum Bibliothekar der Universitätsbibliothek Helmstedt ernannte und 1690 die Professur für orientalische Sprachen an der dortigen Universität verschaffte. 1699 wurde er zusätzlich Propst des Klosters Marienberg.
Als Professor in Helmstedt wurde von der Hardt schnell durch seine überaus umfangreiche Lehr-, Publikations- und Forschungstätigkeit bekannt. Seine Vorlesungen behandelten nicht nur die orientalischen Sprachen und die Exegese des Alten und Neuen Testaments, sondern auch die hebräischen und kirchlichen Altertümer (was man heute Biblische Archäologie nennt) und biblische Hilfswissenschaften. Zu seinen Schülern im Bereich der Sprachen zählte Johann Gottfried Lakemacher. Er unterhielt eine intensive und umfangreiche Korrespondenz, unter anderem mit Gottfried Wilhelm Leibniz und Philipp Jacob Spener.
In seiner Forschung und Lehre wandte sich von der Hardt jedoch bald vom Pietismus ab und dem Rationalismus zu. Wegen seiner Bibelauslegung, die Elemente der historisch-kritischen Methode vorwegnahm, kam es immer wieder zu Auseinandersetzungen, die 1713 zum Verbot der exegetischen Vorlesungen führten und 1727 in seiner Zwangsemeritierung gipfelten. Von der Hardt blieb jedoch in Helmstedt bis zu seinem Tode.

## Bedeutung
Von der Hardt steht als Wissenschaftler auf der Schwelle vom Barock zur frühen Aufklärung. Auch wenn er eine wichtige Rolle in den Anfängen der historischen Bibelexegese spielte und Ansätze von Quellenforschung und Quellenkritik in seinen historischen Arbeiten zu finden sind, so waren die Thesen, die er daraus folgerte, oft abenteuerlich. Ein Zeitgenosse, der Orientalist Christian Benedikt Michaelis (der Vater von Johann David Michaelis) meinte: Hardt habe viel ingenium (Vorstellungsvermögen), aber sehr wenig iudicium (Urteilskraft) ; daher ergreife und verteidige er alle Hirngespinste seines ausschweifenden Kopfes.
Er galt als exzentrisch und liebte den großen Auftritt. So verbrannte er acht Bände seiner biblischen Auslegungen nach deren Verbot und schickte die Asche an die Regierungsbehörde.
Des 200. Todestags Johannes Reuchlins 1722 gedachte er in seinem Hörsaal mit einer beeindruckenden Inszenierung: Auf einem Tisch ließ er die rudimenta hebraica des gefeierten Gelehrten legen und eine Decke mit roten Sammet darüber breiten; oberhalb des Buches stand eine silberne Krone, unterhalb ein Korallenbaum; zu beiden Seiten brannten Wachslichter; auch der Weihrauch fehlte nicht; der Professor ließ zu Ehren Reuchlins stark räuchern. Nachdem er seinen Hörern die Bedeutung der Feier erklärt hatte, sprach er ein Dankgebet für die durch Reuchlin hervorgebrachten Erkenntnisse. Als er seine Professur 1727 endgültig aufgeben musste, salbte er in seiner Abschiedsvorlesung das Alte Testament in der Ausgabe des Francisco Jiménez de Cisneros und das Neue Testament in der Ausgabe des Erasmus von Rotterdam mit Rosmarinöl.
Von der Hardt tat sich auch als Vertreter der Judenmission hervor. Dabei war er von der philosemitischen Stimmung seiner Zeit getragen und lobte das jüdische Volk als „die Lehrmeister der Völker“. Von jenen habe besonders Europa „unzählige [geistliche] Güter von unsagbarem Wert empfangen“. Am Ende der Zeiten werde schließlich die „Verkündigung und […] Verheißung des Paulus“ [sc. Römerbrief 9–11: Gottes Erwählung seines Bundesvolks] offenbar werden.

## Schriften
Es sind zahlreiche Werke von ihm überliefert, sowohl zu historischen wie zu orientalistischen Themen. Möller (Lit.) listet ca. 560 Druckschriften, 47 erhaltene Handschriften und 49 belegte, aber nicht erhaltene Schriften. Zu von der Hardts Hauptwerken gehören:
- 1690/91: Autographa Lutheri aliorumque celebrium virorum, ab anno 1517 ad annum 1546, Reformationis aetatem et historiam egregie iliustrantia (1690–1691) (Dokumentensammlung)
- 1693: Elementa Chaldaica (1693)
- 1694: Hebraeae linguae fundamenta (1694)
- 1694: Syriacae linguae fundamenta (1694)
- 1697/1700: Magnum oecumenicum Constantiense concilium (6 Bände 1697–1700) (über das Konzil von Konstanz)
- 1700: De Universali Ecclesiasticae Disciplinae Reformatione[5]
- 1717: Historia litteraria reformationis (1717)
- 1723: Enigmata prisci orbis (1723) (über die Rätsel der Antike)

## Bibliothek
Bücher seiner Bibliothek und seine umfangreiche Briefsammlung wurden mit der Bibliothek seines Neffen Anton Julius von der Hardt (1707–1785) 1786 in Helmstedt versteigert, wo sie von verschiedenen Bibliotheken erworben wurden. Unter anderem kamen einige Bände sowie ein umfangreiches Briefkonvolut in die damalige Markgräflich Badische Hofbibliothek in Karlsruhe; sie gehören heute zum Bestand der Badischen Landesbibliothek.
Seine umfangreiche Sammlung an Lutherschriften (1500 Titel) befindet sich heute in der Herzog August Bibliothek in Wolfenbüttel.